# 廖承志
廖承志（1908年9月25日—1983年6月10日），曾用名何柳华，廣東惠陽人，中国共产党、中华人民共和国外交家及政治人物，原副国级领导人。廖仲恺与何香凝之子。
1949年前多數时间在国统区工作，曾任中華全國總工會宣傳部長、全国海员总工会中国共产党党团书记、紅四方面軍總政治部秘書長、八路军驻香港办事处主任、新华社社长、中共中央宣传部副部長等职，参与长征，曾七次被捕，七次獲釋；1949年後，历任中华全国民主青年联合总会主席、政务院华侨事务委员会副主任委员、中共中央统战部副部长、中共中央对外联络部副部长、共青团中央书记处书记、全国青联主席、国务院外事办公室副主任、国务院侨办主任，港办主任等职。長期是中国共产党海外統戰工作負責人。廖承志是中國战后中日关系、人民外交及对港澳、對臺、僑務工作的主要領導者之一。1978年3月，廖承志当选为第五届全国人大常委会副委员长。

## 生平

### 早年經歷
廖承志於日本东京大久保（现位于東京都新宿區）出生，父親廖仲恺是中國國民黨元老，與廖承志母親何香凝同為中國國民黨左派重要人物。1911年，隨母親何香凝遷居香港。1913年，“二次革命”广东军政府瓦解，随父母遷居东京千駄谷。1915年，進入法国天主教會開辦的东京晓星学校上小学。1916年，隨父母回到中國:91。

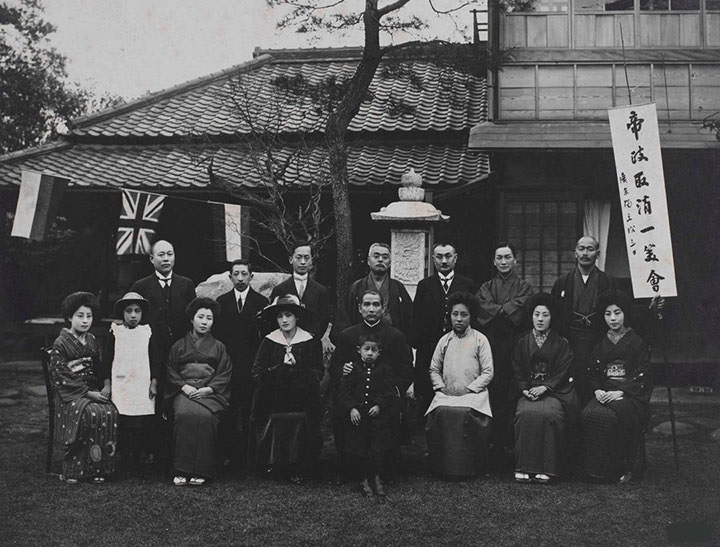
1916年3月22日，袁世凯被迫取消帝制。4月6日龙济光被迫宣布广东独立。4月9日，孙中山在东京巢鸭町日本友人田中昂寓所举行“帝政取消一笑会”。前排左起：1田中昂女儿、2廖梦醒、3田中昂夫人、4宋庆龄、5孙中山（孙中山前坐者为廖承志）、6何香凝、7萱野长知夫人、8不详；后排左起：1不详、2廖仲恺、3胡汉民、4不详、5不详、6戴季陶、7田中昂。田中昂手持白布屏条，题为“帝政取消一笑会”，旁注“广东独立后三日”。

1918年6月，第一次护法运动失败，随孙中山及父母经上海再到日本。1919年回国，入广州岭南大学附中学习。后来入岭南大学学习，开始参加学生运动。1922年，陈炯明发动六·一六事变时，被母亲送往香港。1925年，廖承志加入中國國民黨。1925年6月23日沙基慘案當天，在广州沙基反帝游行中，廖承志组织学生队伍，从此投身大革命。1925年8月20日，其父廖仲愷遇刺身亡。
1927年4月，蒋介石发动清黨。此後，廖承志退出中國國民黨。1927年6月下旬，廖梦醒陪廖承志离开广州经香港到日本留学。1927年9月，廖承志和姐姐廖梦醒因從事学生运动而被抓进东京赤坂拘留所。一个月後，因证据不足，廖承志獲释，廖梦醒被驱逐回国。廖承志进入廖仲恺早年就读的早稻田大学学习，并参加了该校学生团体“文化思潮研究会”。應“关东妇女同盟”之邀，常参加該同盟的座谈会，宣传中国革命和中国共产党。在校期間，經留学生郑汉先介绍，参加了中国共产党东京特别支部组织的“社会科学研究社”。1928年1月31日，因参加社会活动過多，又有坐牢前科，廖承志被早稻田大学开除。
1928年5月，济南惨案的消息传到日本，中国共产党东京特别支部發動留学生召開大会，会上决定成立反日大同盟，联合各地同乡会配合中國国内開展對日斗争。作爲广东旅日学生同乡会骨幹，廖承志也參加了這一斗争，因此被抓进荻洼警署拘留所。一个月後，被移送至东京警察总局。得知他和萱野长知有来往後，东京警察总局很快釋放了廖承志。1928年夏，被日本驅逐出境，回到中國上海。

### 第一次国共内战时期
回到上海後，在中共江苏省委直接领导的反日大同盟上海分會工作。1928年8月，在上海加入中國共產黨，在中共法南区委宣传部工作。1928年11月，經中共黨組織同意，在何香凝安排下赴德国留學，同時受中國共產黨指示轉為德国共产党黨員。他先到法国巴黎，从汪精卫之子處要到章文晋在德国的地址后，转赴柏林，找到時年14岁的共青团员章文晋。章文晋遂報告成仿吾（时名石厚生），廖承志至此與党组织又接上关系。當時，成仿吾已將《赤光》杂志从法国巴黎遷到德国柏林，成仿吾任编辑，廖承志、张谔、章文晋负责刻写，复印后散发。1929年，廖承志奉瞿秋白之命，转赴汉堡，名义上在汉堡大学學習，实际从事海员工人运动。1929年，在汉堡领导中国海员罢工胜利，任汉堡国际海员俱乐部支委、书记。
1930年夏，被国际海员工会派往苏联莫斯科，参加赤色职工国际第五次代表大会。並曾進入莫斯科中山大学，結識了蔣經國。1931年春，汉堡国际海员码头工人总工会派廖承志到荷兰鹿特丹，開展中国海员的工作。廖承志筹办夜校，教中国海员学英文，並揭露蒋介石反动派。1931年，在组织鹿特丹海员“五一”大游行后，被关进鹿特丹拘留所。6周後，被“永远驱逐出荷兰”。随后，他轉赴德国，三个月后又被“永远驱逐出德国”。1931年秋，赴莫斯科。
1932年5月，廖承志回到中國上海，任中華全國總工會宣傳部長、全国海员总工会中共党团书记。1933年3月，中华全国总工会秘书长王云程被捕叛变，3月28日下午，廖承志、余文化、罗登贤三人因此被上海公共租界巡捕房拘捕。3月29日，何香凝发出《致辞全国军事政治长官电》求援。次日，何香凝在柳亚子陪同下找到上海市市长吴铁城。3月30日，宋慶齡召集中国民权保障同盟开会，决定委托吴凯声律师负责辩护，另有为廖承志辩护的马常律师，为罗登贤、余文化、屠坤范辩护的蔡晓白律师。当天，中国民权保障同盟还公开发表宣言，要求立即释放廖承志等人。3月31日，上海第二特区法院开庭审理此案。辩护律师吴凯声组织多位律师为廖承志等人辩护，柳亚子在现场旁听。法院判决上海公共租界工部局巡捕房将廖承志等人引渡到上海南市公安局。4月1日，宋庆龄在上海发表《告中国人民书》。4月1日，柳亚子与吴凯声等人同到南市公安局，吴凯声根据《刑事诉讼法》关于被告侦询完毕可交辩护律师“责付”出狱之规定，要求南市公安局立将被告廖承志“责付”出狱。南市公安局局长文鸿恩电话请示吴铁城，吴铁城又电话请示蒋介石。蒋介石同意由南市公安局将廖承志责付吴凯声律师带回，不是保释，并讲明廖承志释放后只能在家而不能外出。
1933年8月，中共党组织通知廖承志赴川陝蘇區。到达後廖承志化名“何柳华”，擔任中共川陕苏区省委常委、川陕总工会宣传部长。1934年，任紅四方面軍總政治部秘書長，参加长征。:911934年12月，因不滿张国焘的左傾方針，被张国焘逮捕，理由是“来自白区，被捕过，是否叛变被释，有待审查。”1935年5月，廖承志戴着手銬參加长征。:92
1935年9月，张国焘公开与中共中央分裂，率左路军（主力为紅四方面軍）南下。已被隔离审查一年多的廖承志说：“党中央只有一个，红军不能分而治之。”1935年12月，张国焘宣布何柳华（廖承志）系反革命分子，永远开除党籍。1936年2月8日，毛泽东、周恩来特请刚从共产国际回国的林育英（张浩）以共产国际代表名义致电张国焘，批评他“鄂豫皖肃反颇多‘左’的错误和扩大化……”同时指出：“廖承志、曾钟圣（即曾中生）即使有反动嫌疑，亦须保全其生命，并给以优待，此为代表团所切嘱。”1936年7月，任弼时、贺龙领导的红二、六军团长征到达四川甘孜，与红四方面军会师。任弼时对廖承志表达了关心。部队到达炉霍后，廖承志和其他部分人恢复了局部自由。廖承志随部队最终来到甘肃、宁夏。1936年10月，紅四方面軍與紅一方面軍在会宁会师後，经周恩來出面，廖承志获释。1936年12月，抵达陕北保安，在红色中华通讯杜负责编译外国通讯社电讯。1936年12月，张国焘在豫旺堡举行的积极分子代表大会上，公开承认“逮捕廖承志和罗世文是错误的”，使他们“受了委屈和冤枉”，并宣布恢复他们的党籍。
1937年1月，廖承志随中共中央迁往延安。随后出任中央党报委员会秘书，参与筹备出版中共中央政治理论刊物《解放》周刊。中央党报委员会负责领导新华社，编辑《解放》周刊，出版图书。1937年4月24日，新华书店（局）创办，同时《解放》周刊创刊，署名“陕西延安新华书局”发行。廖承志到延安後，周恩来、邓颖超请王炳南的夫人王安娜设法捎信给何香凝，告知她廖承志已平安抵延安的消息。何香凝为表谢意，托人转贈毛泽东一套上等湖笔狼毫、她的一册画集、廖仲恺的一本《双清词草》。收到何香凝赠礼后，毛泽东亲笔回函称：“先生一派人继承孙先生传统，苦斗不屈，为中华民族树立模范，景仰兴奋者有全国民众，不独泽东等少数而已。承志在此甚好，大家都觉得他好，望勿挂念。”

### 抗日战争时期
1937年7月七七事變後，廖承志於同年10月奉派到南京，在八路军驻京办事处工作。10月底，南京告急，廖承志经公路绕道长沙，12月到达汉口。1937年12月底，中共中央长江局派廖承志、潘汉年去香港。1938年1月，廖承志经广东到香港，負責組建八路军香港办事处，以在皇后大道18号开办茶叶商行“粤华公司”作为掩护，为八路军、新四军募集抗战物资。由于日本及中国国民党驻港人员连续向港英政府抗议，1939年3月11日，港英政府派出侦探包围了“粤华公司”，逮捕连贯等五人。廖承志急电周恩来，并亲自向港督杨慕琦抗议。经周恩来在重庆与卡尔逊将军交涉，连贯等人被关押50天后获得港英政府释放。他还参加中共广东省委领导工作。1939年中共中央南方局成立后，廖承志是委员之一。
1938年6月，廖承志在香港與宋慶齡等組成保卫中国同盟，宋子文任会长，宋庆龄任主席，廖承志任秘書長。1941年4月，廖承志在香港创办《华商报》。同年12月，日軍進攻香港。廖承志组织中共香港地下黨，将數百名滯留香港的民主人士和文化界名人撤离香港。1942年初，经东江游击区进入内地，1942年1月底到达粤北韶关，参加中共南方工作委员会领导工作。起初住在韶关五里亭，后迁居韶关附近的乐昌县城。
1942年5月上旬，中统“江西调统室”和“特种工作办事处”继破坏中共江西省委后，又派庄祖芳率人赴广东韶关，会同广东调统室及广东军宪警，破坏了中共南方工作委员会及其下属党组织。5月26日，庄祖芳逮捕了原中共江西省委书记、中共南方工作委员会组织部长郭潜。郭潜叛变并供出中共南方工作委员会及中共粤北省委情况（中共粤北省委遂遭破坏），还供出廖承志的住址。1942年5月30日，郭潜在广东北部樂昌縣坪石镇逮捕廖承志，交中統看管。庄祖芳等人进韶关时，廖承志被军统特务劫走，藏入北江的一艘小艇。庄祖芳急电中统局，盼速请蒋介石下令妥送廖承志到江西处理。庄祖芳率人乘车到广东大埔破坏中共南方工作委员会机关。6月5日，第七战区司令长官余漢謀得蒋介石的密令，派员会同庄祖芳的侦查助手王鹤林把廖承志押往江西。廖承志被押到江西赣州时，中统特务头目冯琦企图劝降未果，乃将其押到“江西省青年留训所”（即泰和县马家洲集中营）。
廖承志先后受到“突击审讯”、“疲劳审讯”，但坚持不屈。随后，郭潜、冯琦、庄祖芳频繁到囚室探望并劝降廖承志，中统还邀中国国民党江西省党部几位执行委员找廖承志谈话，中国国民党江西省党部主席曹浩森也多次找廖承志谈话。但廖承志坚持不降。在狱中，廖承志作画以自励，画过古代高士、文天祥、荷花、竹雪等许多题材，并配诗文，他还阅读了许多书。1943年中秋节晚上，集中营开晚会，廖承志乘机高唱《国际歌》，被看守所长立即关回狱中。廖承志将每周加餐时买的菜秘密托人送给同期被捕又患重病的中共南方工作委员会副书记张文彬等狱友吃。他还以被捕半年就叛变的中共南方工作委员会宣传部长涂振农为反面例子，告诫全体狱友对叛徒行为保持警惕。
1942年9月，廖承志通过同情他的看守姚宝山，在一张小纸片上给周恩来（文中称“胡公”）写下一封信（后由姚宝山交给经普椿）：
渝胡公：我于五月卅日被捕，现在太和附近的所谓青年训练所中。其中一切纸上难述。希望你相信小廖到死没有辱没光荣的传统！其余，倘有机会，可面陈，无此机会，也就算了，就此和你们握手。中国共产党万岁！

志 九月廿八日
信中还附两幅漫画，反映自己的狱中生活。周恩来、董必武及中共中央南方局其他人员看到此信后，周恩来一面报告中共中央，一面向中国国民党提出严重抗议，要求释放廖承志、叶挺等一切政治犯。宋庆龄、何香凝不断向蒋介石要求释放。何香凝曾质问蒋介石：“廖先生（廖仲恺）仅此一条根，我去年到江西想看看承志，结果都未让我见到。你们究竟把他弄到哪里去了？”
1944年冬，蒋介石电令将廖承志转押到重庆白公馆，转由军统看管，一直到抗戰結束仍在押。蒋介石还曾在歌乐山与廖承志见面劝说，但廖承志不听。被关押期间，1945年6月，在中国共产党第七次全国代表大会上，廖承志当选为中国共产党第七届中央委员会候补委员，是候补委员中得票最高者。

### 第二次国共内战时期
1945年抗日战争胜利后，在美國斡旋下，蒋介石电邀毛泽东赴重庆谈判，国共双方签署《双十协定》，协定中同意召开政治协商会议、释放政治犯。1946年1月10日，政治协商会议开幕后，以周恩来为代表的中共代表团要求立即释放廖承志、叶挺等。宋庆龄、何香凝也反复要求蒋介石放人。蒋介石最终下令释放廖承志。1946年1月22日，廖承志獲釋出獄。中共以上党战役中被俘的马法五等人，换回了廖承志、叶挺。
3月31日，廖承志作为中共代表飞往广州，与国民政府军事委员会委员长广州行营主任张发奎等人谈判东江纵队北撤问题。最终谈判达成妥协，东江纵队两千多人安全北撤到山东。1946年5月，随中共代表团由重庆飞往南京，在中共代表团从事宣传工作。1946年6月全面内战爆发后，廖承志被中共中央调回延安。1946年7月，出任新华社社長。1947年3月，率新华社等单位人员东渡黄河。同年7月抵达山西涉县，建立第二个“陕北广播电台”。1948年5月，率新华社人员转移至河北平山县西柏坡中共中央所在地。
从1946年出狱到1949年中华人民共和国成立前，廖承志还曾任中共中央南方局委员、中共晋冀鲁豫中央局宣传部长、中共中央宣传部副部长。
1949年3月，在中共七届二中全会上递补为中国共产党第七届中央委员会委员。同年4月，当选为中国新民主主义青年团中央副书记。同年5月，当选为中华全国民主青年联合会主席。同年6月，任中央广播事业管理处处长。同年9月，作为中华全国民主青年联合会推选的代表，出席中国人民政治协商会议第一届全体会议。

### 中华人民共和国成立后

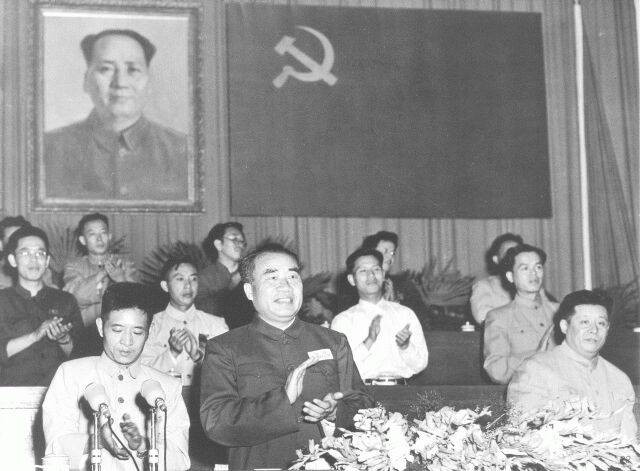
1953年，中国新民主主义青年团第二次全国代表大会，前排为胡耀邦、朱德、廖承志

1949年10月中华人民共和国成立後，廖承志任中央人民政府華僑事務委員會（1954年改为中华人民共和国华侨事务委员会）副主任委員。1951年6月，出席中央人民政府華僑事務委員會在北京举行的第一次侨务扩大会议，作《侨委成立以来的工作总结与当前侨务工作的方针、任务与计划》报告。1959年4月，任中华人民共和国华侨事务委员会主任。廖承志广泛接触各阶层的华侨、归侨、侨眷，向中央提出不少侨务工作政策建议。他推动解决华侨“双重国籍”问题，以及侨区土地改革中遗留的问题，推动制定保护侨汇、侨户房屋等生活资料的政策。中华人民共和国成立后，大批华侨和华侨学生先后回国工作和学习，廖承志为归国华侨的安置投入了大量精力。1961年1月，任华侨大学首任校长、党委书记。1950年代到1970年代，一些国家先后出现排华事件，中华人民共和国政府于1960年2月专门成立了接待安置归国华侨委员会，廖承志任主任委员，负责统筹数十万归国华侨的接待安置工作。1961年8月，廖承志在北京公祭陈嘉庚先生大会上致悼词。
1949年到1958年，廖承志任中共中央統戰部副部长，负责港澳工作。1951年到1958年，任中共中央对外联络部副部长。
1949年10月，任中国人民保卫世界和平委员会副主席。1950年10月30日，作为中国代表团团长，率团赴波兰华沙出席第二届世界保卫和平大会，当选为世界和平委员会委员。后曾多次出席世界和平大会或者世界和平理事会会议。1951年3月，作为慰问团团长，赴朝鲜慰问中国人民志愿军。1951年10月，任中国人民保卫儿童全国委员会副主席。1952年3月，作为细菌战调查团副团长，到朝鲜和中国东北调查联合国军细菌战罪行。1954年，任中国人民保卫世界和平委员会副主席。
1953年3月，作为中共代表团成员，到苏联参加斯大林葬礼。同年6月，继续当选为全国青联主席。7月，当选为中国新民主主义青年团中央书记处书记。1954年12月，任中苏友好协会副会长。1956年2月22日，在全国工商界积极分子大会上作报告《跟祖国一道前进，为社会主义立功！》1956年9月，在中共八大上当选为中国共产党第八届中央委员会委员。
1953年，增选为第一届全国政协常务委员。1954年，当选为第一届全国人大代表（以后连任历届全国人大代表）。1954年9月，当选为第一届全国人大常委会委员。他直接参加了1954年《中华人民共和国宪法》和1953年《中华人民共和国选举法》的起草工作。1955年8月，作为中国代表团副团长，到赫尔辛基参加各国议会联盟第四十四届大会。同年12月，随全国人大常委会副委员长宋庆龄访问印度、缅甸。
1955年4月，作为中国代表团顾问，到印度尼西亚出席亚非会议。1956年2月，任中国亚洲团结委员会副主席。1957年12月，作为中国代表团秘书长，到开罗参加亚非团结大会。后来还曾多次出席亚非团结大会或者亚非团结理事会会议。1958年7月，任中国亚非团结委员会主席。1965年6月，作为中国代表团首席顾问，随副总理陈毅出席在阿尔及尔举行的第二次亚非会议。
1958年3月，出任国务院外事办公室主任。1965年10月，任纪念孙中山先生诞辰一百周年筹委会副主任兼秘书长。1966年3月27日，参加与五大洲外国朋友的会见。
1950年代起，廖承志作为中共中央对外联络部副部长，着重负责对日本工作，探索中日民间外交。日本的一批支持日中友好的民间人士，顶着日本政府的压力访问中国，受到中国方面的欢迎。1954年10月、1957年12月，廖承志先后作为中国红十字会代表团副团长访问日本。廖承志以其與日本的獨特關係，建立了中日民間交流渠道。1960年代初，池田勇人出任日本首相，支持日本自民党元老松村谦三改善日中关系的立场及行动。1962年11月9日，廖承志在北京同日本的高碕达之助签署了《中日长期综合贸易备忘录》，即“LT贸易”。双方分别指定廖承志、松村谦三为政治联系人，中方的廖承志、刘希文和日方的高碕达之助、冈崎嘉平太为经济方面的联系人。1963年10月，廖承志任中日友好协会会长，任职20年。1964年4月20日，中日双方签署了关于互设贸易办事处和交换常驻记者的备忘录，其中规定：中方在日本设立廖承志办事处驻东京联络处（被中国人俗称为“廖办”），日方在中国设立高碕事务所驻北京联络事务所。同日，日本《朝日新闻》、《读卖新闻》、《每日新闻》和日本广播协会的首批特派记者也抵达北京。这是中华人民共和国成立后，中日双方首次实现互设常驻机构和交换常驻记者，标志着中日关系发展进入新阶段。

### 文革时期
1965年，团中央以全国青联、全国学联的名义组织了第一次中日青年友好大联欢，并同日方商定第二次大联欢1966年继续在北京举行。1966年文化大革命爆发，团中央受冲击。1966年8月，周恩来指示该活动改由国务院外事办公室承办。为此，国务院副总理兼国务院外办主任陈毅在国务院外办召开专门会议，就中日青年友好大联欢的目的及意义作指示，并宣布由廖承志负责筹办。廖承志组建了首都大专院校和中等学校红卫兵组织代表参加的筹备机构。周恩来对各派组织派代表联合筹备很满意。但受江青支持的一派红卫兵组织指责另一派组织“保皇”，要把后者逐出筹备机构。廖承志闻讯亲到筹备机构驻地民族饭店做两派工作。现场忽有两名自称《解放军报》记者的人喊：“廖承志，你不要和稀泥！”并亮明受江青指派的身份。廖承志将这两人赶出会场。受江青支持的一派红卫兵趁机围攻廖承志，周恩来接报后，以廖承志有重要外事活动为由，要国务院外办派人将廖承志接回了国务院外办。
廖承志过午夜才回到家，江青随即打来电话说：“廖承志，你还像个共产党员吗？！”说罢摔断电话。为平息事件，周恩来一方面找廖承志等人了解情况，并通知国务院外办让廖承志留在机关“写检查”，另一方面在国务院武成殿小礼堂举行几派红卫兵代表及有关方面人员的会议。周恩来到场后下令将礼堂正前方的主席台搬到台下，和廖承志等人与全体与会者靠近就座，缓和现场气氛。周恩来听取各方面意见并进行劝说，最后表示：“廖承志同志要虚心听取群众意见，好好工作。”这场风波暂时平息。
国务院外办受周恩来直接领导。文化大革命初期，国务院外办的几个战斗队响应周恩来号召，迅速实现大联合，成立了“大联合总部”。周恩来多次接见“大联合总部”成员。1967年10月，“大联合总部”向周恩来建议举办批廖承志会议。为保护廖承志安全，周恩来称将亲自参加，指定会议在中南海内举行，仅限国务院外办干部参加，并具体指示了会议时间、地点、人员、会场布置。在批廖会议上，周恩来讲话称：
同志们的发言是摆事实、讲道理的。有的同志提到了廖承志执行了刘少奇的反革命修正主义“三降一灭”的外交路线，对此，我要讲一点外交路线的问题。我们的革命外交路线是毛主席、党中央制定的，是正确的。正是由于有毛主席、党中央制定的正确的革命外交路线，我们的外交工作是很有成就的嘛！廖承志在工作中的错误是可以批判的，今天你们开会就是要帮助他改正嘛！同志们发言提出了很多问题，有的事情，我是知道的。由“总部”（即国务院外办“大联合总部”）负责把今天会上的发言稿，还有后边同志的发言，集中整理，打印出来，连同廖承志的检查材料一并送我，由我负责报送中央。
1967年8月19日，受王力“八七讲话”影响，北京第二外国语学院、外交学院及“批陈联络站”等造反派组织联合冲击国务院外辦，扬言要夺权。他们部分人一进国务院外办就冲到机要值班室，大部分人则在院中大喊：“陈毅、廖承志滚出来！”国务院外辦“大联合总部”的代表以国务院外辦也有革命群众组织为由，阻止夺权行动。但这些组织的人员对“大联合总部”代表动手，似要挑起武斗。周恩来即派8341部队在国务院外办增加岗哨，又派联络员来做工作，传达周恩来指示：“冲击外办是错误的，要赶快撤出，外交大权属中央，不能夺。”这批人撤走后，“大联合总部”随即报告周恩来：外办的机密文件与印章都保住了，廖承志未被揪走，其他同志未受伤害，请周恩来放心。
1967年9月中旬，又有外事口的两个造反派组织冲击国务院外办，企图揪斗廖承志，还打碎了走廊玻璃。外办“大联合总部”代表出面交涉，他们提出三条要求：一、要外办解决吃饭问题；二、要求提供房子、电话、安喇叭，在外办长驻批廖承志；三、要周恩来接见，要周恩来将廖承志交给他们批判。外办“大联合总部”代表以外办不具备条件为由加以拒绝。造反派组织逐院搜查廖承志。周恩来派8341部队赶来外办加岗巡逻，又派联络员钱嘉东传达指示：“一、冲击外办揪廖是错误的，要赶快撤走。打碎玻璃，要做检查，并照价赔偿；二、要好好学习公安部关于严禁冲击的通告；三、在这种情况下，我不能见他们。”此事最终平息。
为保护廖承志，周恩来起初安排廖承志住在中南海的国务院外办机关廖承志办公室，后迁居办公区旁一个僻静院落，后又迁居养蜂夹道一号国务院外办机关驻地和西黄城根南街九号国务院外办机关驻地。
在周恩来指示下，1967年2月，国务院外办专门成立“廖承志专案组”，“要把廖承志的事情管起来”，组长李新华，组员有张和平、霍英华（女），表面是对廖承志监护并审查，实际是执行周恩来交给的两个任务：一是照顾好廖承志的生活，二是应付外来造反派组织前来揪人和外调。1969年5月，经周恩来批准，国务院干部下放宁夏平罗县国务院机关“五七”干校劳动改造，但周恩来以廖承志患有心脏病为由，特批其不去“五七”干校，而到国务院机关事务管理局和留北京的其他几人组成“留守处党支部”。从1966年8月到1970年9月，经周恩来直接安排，廖承志5次转移住地。其间，周恩来多次亲自安排廖承志到北京医院、中国人民解放军第三〇一医院体检、就诊。廖承志带病坚持学习、作画。周恩来还亲到医院看望何香凝，并派特护到家中护理何香凝。周恩来安排经普椿每周到外办探望廖承志一次。
1970年9月，在周恩来的证明和指导下，廖承志的罪名基本已由廖承志专案组排除。但在中央未宣布对廖承志结束审查之前，不能解除监护。何香凝此时通过经普椿给中南海西花厅打电话，希望国庆节期间能让廖承志回家一次。周恩来亲找驻国务院的军代表丁江做交代，由丁江开会传达落实周恩来关于廖承志回家探母的部署。后确定廖承志9月30日下午3点离开监护地，回北京市东城区王大人胡同家中，10月3日下午5点前返回，并报经周恩来批准。在周恩来要求下，廖承志专案组派霍英华跟随监护廖承志的往返。10月3日，周恩来亲自给经普椿打电话，同意廖承志在家多留几天。1970年10月底，丁江电话通知霍英华称，周恩来说霍英华已完成监护廖承志的任务，廖承志自此解除监护。1970年冬，廖承志心脏病发作。周恩来安排他到北京医院住院。得知廖承志病情恶化时，又亲往医院看望。
1972年，许多访华的日本友人一定要见廖承志。周恩来多方努力，经毛泽东同意，廖承志恢复工作。1972年廖承志复出担任外交部顾问，后又任外交部党组第二副书记。1972年11月，根据周恩来建议，国务院外办留守处党支部通过了恢复廖承志组织生活的决定。1972年4月20日，廖承志以中日友协会长的身份应邀出席访华的日本自民党顾问三木武夫的宴会。1972年9月1日，何香凝在北京病逝。1972年9月25日，日本首相田中角荣、外相大平正芳乘专机抵达北京，廖承志作为外交部顾问参加了中日谈判全过程。当时，廖承志的心脏病已很严重，周恩来劝他不用逢会必到，但廖承志仍带病坚持完成谈判全过程。1972年9月29日，中日双方在人民大会堂举行《中日联合声明》签字仪式，两国正式恢复邦交，结束两国关系不正常状态。1973年4月，廖承志作为中日友协代表团团长，率团访问日本。
1973年8月，廖承志在中共十大当选为中国共产党第十届中央委员会委员。1973年2月到1980年，任北京外国语学院院长。1975年1月，当选为第四届全国人大常委会委员。1976年1月，参加周恩来追悼会。1977年8月，在中共十一大上当选为中国共产党第十一届中央委员会委员。

### 改革开放
1978年3月，廖承志当选为第五届全国人大常委会副委员长。1980年全国人大作出决议，成立宪法修改委员会，对宪法全面修改。廖承志作为宪法修改委员会委员，提出不少意见和建议，有的如保护华侨和归侨侨眷正当合法权益等，已体现在1982年宪法中，有的则体现在日后的宪法修正案中。廖承志还提出，应制定专门法律保护台湾同胞、港澳同胞、归侨侨眷的投资权益。后来中华人民共和国陆续制定了《中华人民共和国归侨侨眷权益保护法》、《中华人民共和国台湾同胞投资保护法》等法律。
1978年，廖承志出任国务院侨务办公室主任。1978年1月3日，发表《批判“四人帮”所谓“海外关系”问题的反动谬论》一文。1978年12月28日，获推举为全国侨联名誉主席。1978年，出任暨南大学复办后的第一任董事会董事长。中共十一届三中全会后，廖承志率先冲破“左”的思想束缚，在侨务工作中拨乱反正，落实政策。
1978年起，廖承志任国务院港澳事务办公室主任。廖承志在港澳各界朋友甚多，颇有威望。他参与了中央对港澳的一系列方针政策的制定，并在邓小平的领导下，主持制定了解决香港前途问题的具体方案。中英就香港问题接触、谈判期间，廖承志多次向香港各界表明中央对香港问题的立场，宣传“一国两制”、“港人治港”、高度自治的方针。
1978年10月，廖承志和夫人经普椿陪同邓小平副总理访问日本。1979年5月，作为中国代表团团长率“中日友好之船”代表团访问日本1个月。1982年9月17日，任中日民间人土会议中国委员会主任。1982年10月6日，获日本早稻田大学授予名誉法学博士学位，由孙平化在日本代为接受证书及服装。
1980年，廖承志任中国足球协会名誉主席。1980年3月，赴美国加利福尼亚州斯坦福大学医学院做了心脏搭桥手术。1980年10月，任中国纪念辛亥革命七十周年筹委会副主任委员。1982年5月29日，任纪念宋庆龄国家名誉主席基金会顾问。1982年8月，参与主持廖仲恺、何香凝纪念活动。
1978年12月16日，中华人民共和国与美国发表《中美建交公报》。1979年1月1日，全国人大常委会发布《告台湾同胞书》，宣布“尊重台湾现状和台湾各界人士的意见”的海峡两岸和平统一政策。1979年12月，中央對臺工作領導小組成立，组长为邓颖超，廖承志任副组长。因邓颖超年事已高，中央对台工作领导小组的日常工作主要由廖承志负责。為拉近与蒋经国的关系，廖承志还力排眾議亲自安排修缮了蒋家祖坟。1980年12月31日，陈香梅携里根致邓小平的亲笔信到北京，廖承志夫妇与邓小平一同会见她，在会见中廖承志将修缮好的蒋家祖坟照片交给陈香梅，并说：“给经国捎个话，告诉他，奉化溪口蒋家祖坟已经修葺一新。经国如想派人回来扫墓，我们欢迎。还记得当年于右任先生题赠经国的一副联语‘计利当计天下利，求名应求万世名’，于老先生的话至今仍可作为我辈的座右铭。”在随后访问台湾时，陈香梅向蒋经国当面转达了廖承志的问候及口信。
1981年9月30日，全国人大常委会委员长叶剑英对新华社记者发表讲话，在《告台湾同胞书》的基础上进一步阐明大陆对解决台湾问题的九条意见，俗称“葉九條”。其中第一次提出以一国两制实现两岸和平统一。时任全国人大副委员长的廖承志，是“叶九条”出台的幕后推手，他亲自率中央对台工作领导小组起草、修改、讨论，经中共中央批准后，以叶剑英委员长的名义发表。
1982年7月24日，大陆方面的《廖承志致蔣經國先生信》发往台湾，這封信規勸蔣經國「三思局勢，同捐前嫌，共竟統一」。8月17日，台湾方面決定由宋美齡透過中央社發表《給廖承志公開信》回應，與廖信中偏家書溫情路線不同，宋美齡以長輩之姿，多有訓斥和告誡之意，結尾反勸廖承志，「敝帚自珍，幡然來歸，以承父志，澹泊改觀，養頤天年」。

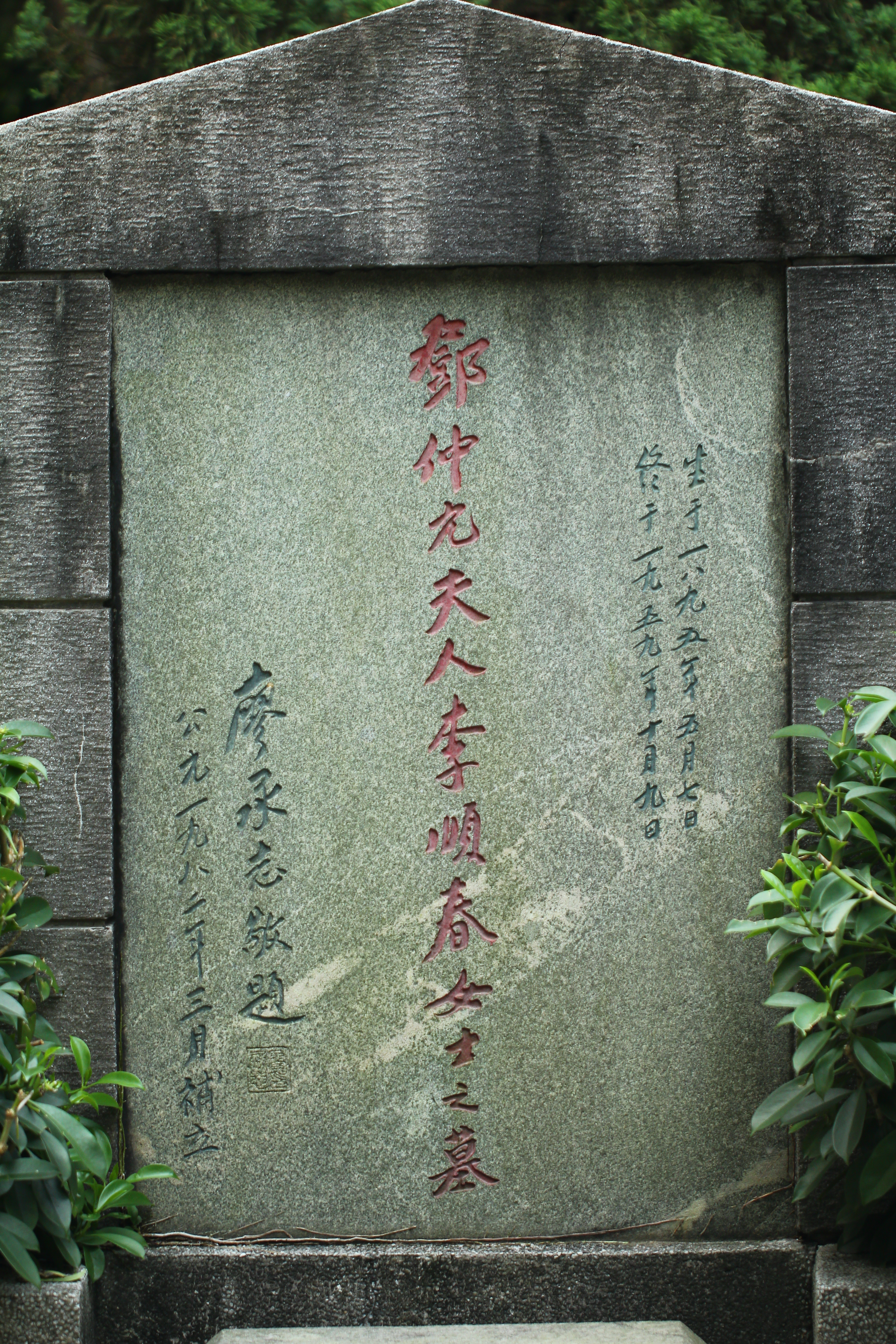
鄧仲元夫人李順春女士之墓碑，廖承志敬立

1982年秋，廖承志因重病住院。1982年9月10日，在中共十二大上当选为中国共产党第十二届中央委员会委员。1982年9月12日，在中共十二届一中全会上当选为中共中央政治局委员。1982年11月，廖承志表示在一九九七年之后「香港治安基本靠香港警察，国防由我们负责」。
1983年6月4日，当选为第六屆全國人民代表大會主席团成员。6月6日，出席第六届全国人民代表大会第一次会议开幕式。會議期間，李先念、廖承志分別獲大會主席團提名為國家主席、國家副主席候選人。然而在舉行選舉前八天，即1983年6月10日，廖承志因心脏病突發病逝於北京醫院，享年75歲:94。此後乌兰夫于1983年6月18日當選為國家副主席。
1983年6月21日，日本政府授予廖承志“旭日大綬章”，授勋仪式6月25日在北京举行，由经普椿代表接受。6月23日，中国党和国家领导人、各界人士、国际友人向廖承志遗体告别。6月24日，廖承志同志追悼会在北京举行，国家主席李先念致悼词。
2008年9月，廖承志诞辰100周年之际，根据廖承志生前遗志，经中央批准，廖承志的骨灰从北京市八宝山革命公墓迁回家乡惠州，安放在红花湖景区“故乡园”内。

## 荣誉

### 外国勋章奖章
- 勋一等旭日大绶章（日本，1983年6月25日于北京追授[33]）

## 家庭
- 父亲：廖仲恺
- 母亲：何香凝
- 姐姐：廖梦醒。丈夫李少石，女儿李湄。
- 妹妹：廖光凤
- 堂外甥女：陳香梅
- 叔父：廖恩焘
- 族叔：廖恩德，恩德子廖子明，女廖瑤珠。
- 岳父：经亨颐
- 妻子：经普椿，1938年1月11日在香港结婚。[34]
- 长女：廖蒹，1939年生于香港。[35]
- 长子：廖暉，1942年生于香港。历任国务院侨务办公室主任、国务院港澳事务办公室主任，後又当选全国政协副主席。[35]
- 次女：廖茗，1965年考入北京大学东语系。[34][35]
- 子：廖平。妻子贺黎明是贺龙之女。[36][35]
- 子：廖扬。膜构建筑师。[37][38]
- 子：廖钧。